# Neunzehn Alte Gedichte
Die Neunzehn Alten Gedichte (古詩十九首; Gǔshī shíjiǔ shǒu; auch „Neunzehn Gedichte aus alter Zeit“ oder „Neunzehn Gedichte im alten Stil“), deren Autor unbekannt ist, nehmen eine Schlüsselstellung in der Geschichte der chinesischen Lyrik ein.

## Allgemeines
Vermutlich im 2. Jh. n. Chr., gegen Ende der späteren Han-Zeit (25–220) entstanden, gelten sie als die frühesten Beispiele für den durchgängigen Gebrauch des fünfsilbigen Verses, der fortan zur dominanten Versform der chinesischen Lyrik werden sollte. Doch nicht nur auf formaler Ebene, auch inhaltlich erproben die „Neunzehn Alten Gedichte“ neue Ausdrucksmöglichkeiten. Anklänge an die frühesten chinesischen Gedichte aus dem „Buch der Lieder“ (Shijing) sind besonders in den evokativen Naturbildern der Anfangsverse einiger Gedichte noch erkennbar, und die Nähe zu den balladenhaften Musikamtsliedern (yuefu) der Han-Zeit (202 v. Chr.–220 n. Chr.) ist sowohl in der schlichten, manchmal formelhaften Sprache als auch in stofflichen Überschneidungen offensichtlich. Der stark performative Charakter der Shijing-Lyrik aber ist nahezu verschwunden, und das volkstümlich-erzählerische Moment der Yuefu hat sich zu subtilen Schilderungen von Seelenstimmungen verdichtet. Die lyrisch konzentrierte Form schafft Raum für abstraktere Reflexionen über die Bedingtheit des menschlichen Daseins. Als beherrschendes Thema zieht sich die Vergänglichkeit des Lebens wie ein roter Faden durch den Zyklus: Kommt sie in einigen Gedichten mittelbar im sehnsüchtigen Warten der Frau auf ihren fernen Geliebten zum Ausdruck, wird in anderen angesichts des Todes unverblümt zum Lebensgenuss aufgefordert, doch bleibt der Grundton immer melancholisch, worin sich wiederum ein Einfluss der von Schwermut und Trennungsschmerz gekennzeichneten Elegien der Sammlung Chuci, der in schamanischen Riten Südchinas wurzelnden „Gesängen aus Chu“, erkennen lässt.
Die „Neunzehn Alten Gedichte“ verbinden Elemente der Traditionen des Shijing, der Chuci und der Yuefu  zu einer neuen Gedichtform, in der zum ersten Mal in der chinesischen Lyrik die Emotionen des einzelnen Menschen ins Zentrum rücken und die psychologische Innenschau eng mit prägnanten Naturbildern verwoben wird. Die Menschen in diesen Gedichten stehen ganz im Bann ihrer Gefühle, und dass sie sich allein durch diese zu erkennen geben, trägt wesentlich zum zeitlosen Charakter dieser Verse bei. Trennung und Einsamkeit, Enttäuschung und Vergänglichkeit, der Reisende in der Fremde und das gemeinsame Feiern sind die großen Themen dieser Lyrik, die von chinesischen Dichtern späterer Zeiten in immer neuen Varianten durchgespielt werden sollten.

## Deutsche Übersetzungen
- Neunzehn Gedichte aus alter Zeit. Gushi shijiu shou. Chinesisch und Deutsch. Aus dem Chinesischen von Raffael Keller. Waldgut, Frauenfeld 2016, ISBN 978-3-03740-276-4.[5]